# Ширванская ГРЭС
Ширванская ГРЭС или Ширванская Государственная Районная Электростанция (До 2008 года носил название Али-Байрамлинская ГРЭС или Али-Байрамлинская Государственная Районная Электростанция) — тепловая электростанция Азербайджана. Располагалась в городе Ширван.
Одна из первых в Европе электростанций открытого типа. Построена в две очереди. Строительство первой очереди станции было начато в 1959 году. Пуск в эксплуатацию первой очереди ГРЭС, в которую вошли четыре энергоблока мощностью каждый 150 МВт, состоящих из паровых турбин типа ПБК-150, паровых котлов ТГМ-94 паропроизводительностью 500 т/час и генератора типа ТГБ-200, полностью удовлетворил потребности Азербайджанской ССР в электроэнергии и позволил передать в период с 1964 по 1965 годы 1,7 млрд кВт.ч. электроэнергии соседним республикам Южного Кавказа.
Вторая очередь, состоявшая из трех блоков, мощностью 160 МВт, в которые входили турбины К-160-130 и паровые котлы ТГМ-94, была введена в августе 1968 года. Полная мощность станции на тот момент составила 1 млн. 80 тыс. кВт.
Впоследствии была произведена модернизация четырех блоков первой очереди, в результате чего мощность турбин увеличены на 5 Мвт и преобразованы в К-155-130, что позволило довести общую мощность Али-Байрамлинской ГРЭС до 1100 МВт. Источником технического водоснабжения являлась река Кура.
В июне 2007 года, в связи с завершением эксплуатационного срока (25 лет), технический совет «Азерэнержи» принял решение о строительстве на месте Али-Байрамлинской ГРЭС новой электростанции. Несмотря на снижение технико-экономических показателей, в 2006 году ГРЭС выработала 20 % от общего объёма производимой в Азербайджане электроэнергии.
Строительство газотурбинной электростанции «Джануб» на месте Али-Байрамлинской ГРЭС было начато 24 декабря 2007 года, предполагаемая дата ввода в эксплуатацию 2011 год.